# عزيز البدراوي
عزيز البدراوي (مواليد 12 ديسمبر 1970، الرباط) هو رجل أعمال مغربي، ومؤسس ومدير تنفيذي لشركة «أوزون» للبيئة والخدمات، ورئيس نادي الرجاء الرياضي منذ 16 يونيو 2022.
حاصل على درجة الدكتوراه في البيئة وحماية النظام البيئي من جامعة بايرويت في ألمانيا، ويشغل مناصب حساسة مع شركات كبيرة متعددة الجنسيات مثل فيوليا ومجموعة «بيتزورنو للبيئة». في عام 2008، أنشأ شركة أوزون بوسائل متواضعة. بعد عقد من الزمان، أصبحت المجموعة ركيزة في المغرب وأفريقيا لإدارة النفايات والتنمية المستدامة، حيث جمعت بين 67 عقدًا وما يقرب من 11.600 موظفا.

## مسيرته

### الطفولة
ولد عزيز البدراوي في 12 ديسمبر 1970 بالعاصمة الرباط. نشأ في حي التقدم الشعبي الواقع في وسط المدينة، حيث كان يحب ممارسة كرة القدم في أزقتها. باعتبار اهتمامه بالرياضة منذ صغره، لعب في عدة فرق للهواة في الحي، وكان عداءًا في نادي سطاد المغربي في فئة الفتيان والشبان.
ترجع أصول والده لمنطقة الشاوية ببنسليمان، وقد عمل في القوات المسلحة الملكية المغربية وشارك في حرب الهند الصينية خلال فترة الاحتلال الفرنسي للمغرب. بعد عودته للوطن، التحق بالحرس الملكي المغربي برتبة عريف. أراد أن يلتحق ابنه بالمدرسة الوطنية الغابوية للمهندسين قبل وفاته في عام 1994.

### الدراسة
درس في إعدادية طلحة بن عبيد الله، ثم في المرحلة الثانوية بثانوية علال الفاسي حيث حصل على البكالوريا. ثم حصل على درجة الماجستير في البيئة والتخطيط المكاني من كلية العلوم بفاس.
التحق بجامعة محمد الخامس بالرباط واستفاد من الشراكة مع وزارة التعاون الاقتصادي الألمانية التي سمحت له بالذهاب إلى ألمانيا للالتحاق بجامعة بايرويت. حصل عزيز البدروي على درجة الدكتوراه بأطروحة حول البيئة وحماية النظام البيئي.

## المسار المهني
اكتسب عزيز البدروي تجربة وسمعة جيدة خلال فترة عمله في فيوليا وبيتزورنو. في عام 2008، أنشأ شركة «أوزون» للبيئة والخدمات برأس مال 20.000 درهم، و 4 عاملات تنظيف، و 540.000 درهم في مبيعات الشركة. في نهاية العام، وقّع أول عقد كبير لشركة أوزون مع الوزارة المكلفة بالمغاربة المقيمين بالخارج. كانت بوزنيقة أول سوق رئيسي لمجموعة أوزون.
تم بناء شبكة علاقاته منذ خبراته المهنية الأولى، مما أتاح له تجميع عقود التفويض وجعل شركته إحدى الركائز الوطنية لقطاع إدارة النفايات وحماية البيئة والتنمية المستدامة.
في 11 سبتمبر 2011، وقّعت شركة أوزون عقد إدارة نفايات مع مدينة فاس لمدة 7 سنوات. في وقت لاحق تم تمديده حتى عام 2023 بغلاف سنوي قدره 130 مليون درهم. يبلغ عدد سكانها 1.8 مليون نسمة وألف طن من النفايات يوميًا، وتُعدّ مدينة فاس الواجهة الرئيسية لجودة خدمة أوزون. كما تعد المدينة الأولى في المملكة التي يوجد بها مركز فرز آلي للنفايات، وهو أيضًا الأول من نوعه في إفريقيا.
في عام 2018، استقبله في مونروفيا جورج ويا، لاعب كرة القدم السابق،والرئيس الحالي لجمهورية ليبيريا، لإبرام صفقة تزيد قيمتها عن 17.4 مليون دولار.
في عام 2019، اختارته وكالة المغرب العربي للأنباء ضمن 12 شخصية مغربية تميزت خلال سنة 2018 من خلال مسارها المهني ومبادراتها المواطنة في مختلف المجالات. في مارس من العام نفسه، حصل على جائزة الرئيس 8 من بين أفضل 100رئيس تنفيذي عربي خلال مسابقة جوائز جلوبال العالمية، وذلك خلال حفل نُظم في فندق ماريوت شارل ديغول في باريس.
باعتبارها أول مجموعة مغربية تغزو سوق إدارة النفايات في أفريقيا، وقّعت أوزون عقودًا في السودان وساحل العاج وغانا وبنين وغينيا مع ما لا يقل عن خمس بلديات في كوناكري. في باماكو، عاصمة مالي، تتولى أوزون مسؤولية فرز واستغلال النفايات العضوية والصرف الصحي السائل بعقد سنوي قدره 150 مليون درهم. يعمل في أوزون أكثر من 7000 شخص، منهم 2000 من خارج المغرب.
المجموعة هي الرائدة في إفريقيا في قطاعها، حيث بلغ حجم مبيعاتها 800 مليون درهم في 2018، منها 270 مليون درهم خارج المغرب. في عام 2020، كانت أوزون تمتلك محفظة استثمارية من 34 شركة و 1200 آلة وأكثر من 57 عقد إدارة مفوض في المغرب، بما في ذلك سلا ومراكش وخريبكة والصويرة والسعيدية والعيون.
في عام 2022، أُحدثت شراكة بين مجموعة أوزون ومؤسسة «الحاجة زازية للاعمال الخيرية والاجتماعية»، والتي تضم 67 شركة وتوظف ما يقرب من 11.600 شخص.

### رئاسة نادي الرجاء
في 23 مايو 2022، أعرب عزيز البدراوي عن رغبته في أن يصبح رئيسا لنادي الرجاء الرياضي بعد إعلان استقالة الرئيس أنيس محفوظ ولجنته نهاية الموسم. · 
في 3 يونيو، قدّم طلبه إلى ملعب الوازيس لحضور الجمعية العمومية المقرر عقدها في 16 يونيو. وانتهت في 8 يونيو المدة القانونية لتقديم الترشيحات، وأصبح المرشح الوحيد لرئاسة النادي.
في 16 يونيو، انتُخِب عزيز البدروي بالإجماع رئيسًا لنادي الرجاء الرياضي من قبل الجمعية العمومية المنتخبة، ووعد بـ «عهد جديد».

## المناصب
- المدير التنفيذي الأعلى لمجموعة بيتزورنو للبيئة
- المدير الإقليمي لشركة GMF للضخ والتطهير (2005-2008)
- الرئيس التنفيذي لشركة «أوزون» للبيئة والخدمات (منذ عام 2008)
- رئيس نادي الرجاء الرياضي (منذ 16 يونيو 2022)

## الحياة خاصة
متزوج وله طفلان. إيناس (مواليد 2008) وإلياس (مواليد 2014).